# Los Dolores, Michoacán de Ocampo
Los Dolores är en ort i Mexiko.   Den ligger i kommunen Pajacuarán och delstaten Michoacán de Ocampo, i den centrala delen av landet, 400 km väster om huvudstaden Mexico City. Los Dolores ligger 1 531 meter över havet och antalet invånare är 147.
Terrängen runt Los Dolores är kuperad åt sydväst, men åt nordost är den platt. Runt Los Dolores är det ganska tätbefolkat, med 80 invånare per kvadratkilometer. Närmaste större samhälle är Venustiano Carranza, 17,6 km väster om Los Dolores. I omgivningarna runt Los Dolores växer huvudsakligen savannskog.